# Middenschool (Vlaanderen)
De middenschool of eerste graad is de algemene term voor het onderwijs dat volgt op Vlaams basisonderwijs, waarmee de eerste twee jaren van het secundair onderwijs worden bedoeld. Sinds 2018 biedt de vierjarige onderwijsvorm van de tienerschool een geleidelijker overgang tussen lager en secundair onderwijs.
Met de start van het vernieuwd secundair onderwijs in 1970 wilde de overheid de studiekeuze na het lager onderwijs uitstellen door leerlingen samen te brengen in een gemeenschappelijke start van het secundair onderwijs. Zo wilde men iedereen, verstandig of minder verstandig, uit hogere of lagere sociale klasse, uit sterke of minder sterke lagere scholen, eenzelfde startkans geven in het secundair onderwijs. In de eerste graad A is er immers nog geen onderscheid tussen onderwijsvormen algemeen secundair onderwijs (aso), technisch secundair onderwijs (tso) en kunstsecundair onderwijs (kso), maar wel een verschil voor het beroepssecundair onderwijs (bso wordt dan B-stroom of eerste graad B). In de praktijk zou er dus geen niveauverschil mogen zijn voor algemene vakken (wiskunde, talen,...) bij aso, tso en kso, maar wel in de invulling van extra uren. Zo krijgt aso-latijn een aantal uren per week latijn, aso-moderne meer algemene vakken en tso meer technische vakken. Een van de principes was dat de leerlingen moesten geobserveerd worden om hun sterke kanten te ontdekken, waarop dan een latere studiekeuze kon worden geënt. De eerste graad van het secundair onderwijs (d.w.z. de tweejarige middenschool) werd dan ook "observatiegraad" genoemd. 
De bedoeling was om deze middenschool qua directie, infrastructuur, ligging enz. volledig onafhankelijk te laten functioneren, maar de onderwijsgeschiedenis heeft uitgewezen dat dit nogal utopisch was. De eerste jaren van de secundaire school zaten meestal namelijk vast aan een bovenbouw (aso of tso/bso) zodat er de facto al vanaf het eerste jaar werd gesorteerd op ambitie van de ouders. En zelfs als er meerdere bovenbouwen op een middenschool aansluiten, kiezen leerlingen toch al een "optie". De meeste scholen gaan leerlingen categoriaal sorteren in plaats van heterogeen te groeperen en alleen voor de optievakken afzonderlijk te zetten. Ook die onafhankelijkheid kwam niet uit de verf, want meestal waren er toch bruggen met een of meer bovenbouwscholen via een gemeenschappelijke inrichtende macht, of leerkrachten die in beide scholen lesgeven. Het aantal echt autonome middenscholen is nog steeds op de vingers van één hand te tellen. Wel is het zo dat een middenschool een eigen directie kan hebben als er voldoende leerlingen in de secundaire school ingeschreven zijn.